# Черепаха азійська
Черепаха азійська (Manouria impressa) — вид черепах з роду азійські сухопутні черепахи родини суходільні черепахи.

## Опис
Загальна довжина карапаксу сягає 31 см. Має доволі плаский панцир з пластинами карапакса, що рельєфно виступають. Задні пластини витягнуті і скручені (її назва в'єтнамською мовою — трихвоста черепаха). Самці відрізняються від самиць по довгому хвосту.
Карапакс забарвлено у сірувато-бурий або однотонно помаранчевий колір, пластини обведені темною облямівкою. Кінцівки темні, голова світла (особливо у самиць). Пластрон світло-жовтого кольору з темною плямою на кожній пластині. Контраст між основним фоном і плямами у черепах з віком слабшає, у дорослих особин вони майже не помітні. Є повідомлення про азійських черепахах буро-жовтого забарвлення, які населяють Малайзію.

## Спосіб життя
Полюбляє ліса та високогір'я, позбавлені водойм, вічнозелені ліси. Харчується пагонами бамбука та іншими рослинами, фруктами та овочами. У сезон дощів черепахи активізуються, годуються свіжою травою і бродять по околицях у пошуках партнера. Зустрічаються у гірських районах на висотах 700—2000 м над рівнем моря й виявляють активність у дощову пору року.
Самиця відкладає від 17 до 22 яєць.
В особливо вдалих випадках черепахи можуть прожити 7 років.
Пластрон цих черепах використовується в китайській національній медицині. З 1992 Таїланд заборонив експорт цих черепах, проте нелегальна торгівля як і раніше процвітає.

## Розповсюдження
Мешкає у М'янмі, Малайзії, Камбоджі, Таїланді, В'єтнамі, Китаї: провінції Хунань, Хайнань, Юньнань.